# پیتر بلک مور (بازیکن فوتبال)
پیتر بلک مور (انگلیسی: Peter Blackmore; ۱ ژوئیهٔ ۱۸۷۹ – تاریخ ورودی نامعتبر است) بازیکن فوتبال اهل بریتانیا بود.
از باشگاه‌هایی که در آن بازی کرده‌است می‌توان به باشگاه فوتبال منچستر یونایتد اشاره کرد.